# Friedrich Gottlieb Klopstock
Friedrich Gottlieb Klopstock (ur. 2 lipca 1724 w Quedlinburgu; zm. 14 marca 1803 w Hamburgu) – poeta niemiecki. Jego twórczość obejmuje uroczyste, pełne wyrazu ody pisane antycznym metrum o naturze, miłości, przyjaźni i na tematy religijne. Żonaty z Margaretą z Mollerów (1728–1758).

## Dzieła (wybór)
- Mesjada (Der Messias) – 1748, główne dzieło
- Die ihr Christi Jünger seid
- Herr, du wollst uns vorbereiten
- Fragmente über Sprache und Dichtkunst
- Grammatische Gespräche Verprügelzweig

## Opracowania
- Bernd Auerochs: Kunstreligion. Studien zu ihrer Vorgeschichte in der deutschen Literatur des 18. Jahrhunderts. Jena: Univ. Habil.-Schr. 2000.
- Hildegard Benning: Rhetorische Ästhetik. Die poetologische Konzeption Klopstocks im Kontext der Dichtungstheorie des 18. Jahrhunderts. Stuttgart : M u. P 1997. ISBN 3-476-45185-2
- Stefan Elit: "Die beste aller möglichen Sprachen der Poesie". Klopstocks wettstreitende Übersetzungen lateinischer und griechischer Literatur. Sankt Augustin: Gardez!-Verl. 2002. (= Die Antike und ihr Weiterleben; 3) ISBN 3-89796-077-X
- Dagmar Hebeisen: Die Cidli-Oden. Zu Klopstocks Lyrik um 1750. Frankfurt am Main u.a.: Lang. 1998. (= 	Gießener Arbeiten zur neueren deutschen Literatur und Literaturwissenschaft; 18) ISBN 3-631-32554-1
- Hans-Heinrich Hellmuth: Metrische Erfindung und metrische Theorie bei Klopstock. München: Fink 1973. (= Studien und Quellen zur Versgeschichte; 4)
- Klaus Hurlebusch: Klopstock und Goethe oder die "Erweckung des Genies". Eine Revision ihres geistigen Verhältnisses. Halle: Stekovics 2000. (= Schriftenreihe des Klopstockhauses; 5) ISBN 3-932863-52-6
- Klaus Hurlebusch: Klopstock, Hamann und Herder als Wegbereiter autorzentrischen Schreibens. Ein philologischer Beitrag zur Charakterisierung der literarischen Moderne. Tübingen: Niemeyer 2001. (= Studien und Texte zur Sozialgeschichte der Literatur; 86) ISBN 3-484-35086-5
- Klaus Hurlebusch: Friedrich Gottlieb Klopstock. Hamburg: Ellert u. Richter 2003. ISBN 3-8319-0111-2
- Joachim Jacob: Heilige Poesie. Zu einem literarischen Modell bei Pyra, Klopstock und Wieland. Tübingen: Niemeyer 1997. (= Studien zur deutschen Literatur; 144) ISBN 3-484-18144-3
- Gerhard Kaiser: Klopstock. Religion und Dichtung. 2., durchges. Aufl. Kronberg (Taunus): Scriptor-Verlag 1975. ISBN 3-589-20106-1
- Klopstock an der Grenze der Epochen, hrsg. v. Kevin Hilliard u. Katrin Kohl. Berlin u.a.: de Gruyter 1995. ISBN 3-11-014316-X
- Katrin Kohl: Friedrich Gottlieb Klopstock. Stuttgart u.a.: Metzler 2000. (= Sammlung Metzler; 325) ISBN 3-476-10325-0
- Mustafa Maher: Das Motiv der orientalischen Landschaft in der deutschen Dichtung von Klopstocks "Messias" bis zu Goethes "Divan". Stuttgart: Heinz 1979. (= Stuttgarter Arbeiten zur Germanistik; 64)
- Bernadette Malinowski: "Das Heilige sei mein Wort". Paradigmen prophetischer Dichtung von Klopstock bis Whitman. Würzburg: Königshausen u. Neumann 2002. (= Epistemata; Reihe Literaturwissenschaft; 381) ISBN 3-8260-2174-6
- Helmut Pape: Klopstock. Die "Sprache des Herzens" neu entdeckt. Die Befreiung des Lesers aus seiner emotionalen Unmündigkeit. Idee und Wirklichkeit dichterischer Existenz um 1750. Frankfurt am Main u.a.: Lang 1998. ISBN 3-631-33603-9
- Hans-Ulrich Rülke: Gottesbild und Poetik bei Klopstock. Konstanz: Hartung-Gorre 1991. ISBN 3-89191-479-2
- Harro Zimmermann: Freiheit und Geschichte. F. G. Klopstock als historischer Dichter und Denker. Heidelberg: Winter 1987. (= Neue Bremer Beiträge; 5) ISBN 3-533-03970-6